# Bratko
Bratko je moško osebno ime.

## Izvor imena
Ime Bratko je slovanskega izvora, tvorjeno iz besede brat in dodano končnico -ko. Kot druge slovanske tvorjenke pa je ime Bratko lahko tudi skrajšana oblika dvočlenskih slovanskih imen, npr. Bratislav, Bratoljub, Bratomil itd.

## Različice imena
- moške različice imena: Braca, Braco, Bračo, Braslav, Bratimir, Bratislav, Bratoljub, Bratomil, Bratomir
- ženske različice imena: Bratica, Bratislava, Bratoslava

## Znani nosilci imena
- Bratko Bibič
- Bratko Kreft

## Pogostost imena
Po podatkih Statističnega urada Republike Slovenije je bilo na dan 31. decembra 2007 v Sloveniji število moških oseb z imenom Bratko: 6.

## Osebni praznik
V češkem koledarju sta imeni Bratko in Bratislav zapisani 10. januarja, sicer pa je Bratko koledarsko uvrščen k imenu Fraternij, ki goduje 29. septembra.